# Термозит
Термозит (рос. термозит, англ. slag pumice, bloated slag; нім. Thermosit m, Kunstbims m) – пористий штучний (з розплавлених шлаків) матеріал, який застосовується у виробництві теплоізоляційних бетонів тощо. Густина 300–400 kg/m³. Розмір зерен 2-5 мм в діаметрі. Теплопровідність від 0,16 до 0,21 Вт / (К · м). 
Інша назва – ш л а к о в а п е м з а.

## Використання
Термозит був використаний до початку Другої світової війни, наприклад, для дахів промислових будівель. Сьогодні використовується зокрема на реконструкції будівель. Використовується в основному як заповнювач для бетону.
Недоліком матеріалу є низька міцність на стиск, а також необхідність попереднього виготовлення. 

## Інтернет-ресурси
- Production of slag pumice (Thermosite) - Springer